# Bendisodes acygonia
Bendisodes acygonia är en fjärilsart som beskrevs av George Francis Hampson 1924. Bendisodes acygonia ingår i släktet Bendisodes och familjen nattflyn. Inga underarter finns listade i Catalogue of Life.